# Otto von Knobelsdorff
Otto von Knobelsdorff (Berlino, 31 marzo 1886 – Hannover, 21 ottobre 1966) è stato un generale tedesco.

## Biografia
Rampollo di una famiglia nobile tedesca, von Knobelsdorff frequentò dapprima la scuola militare di Bensberg e poi la Haupkadettenanstalt di Groß-Lichterfelde, entrando ufficialmente a far parte dell'esercito dell'impero tedesco il 25 aprile 1905, assegnato al 5º reggimento di fanteria "Gran Duca di Sassonia", venendo promosso Luogotenente il 18 agosto 1908.
Poco prima dell'inizio della prima guerra mondiale fu aiutante al 18º reggimento. Promosso Tenente nell'agosto del 1914. Il 22 marzo 1916, Knobelsdorff venne promosso al grado di capitano e ebbe ruoli rilevanti in diverse divisioni come ufficiale di stato maggiore. Durante il primo conflitto fu ferito diverse volte, l'ultima il 28 ottobre 1918.
Dopo la guerra, fu trasferito nella Reichswehr e dal 1º febbraio 1929 venne promosso Maggiore sino al 1933, quando divenne capo del III artiglieria a Berlino che gli valse la nomina a Tenente Colonnello il 1º giugno di quell'anno. Sulla scia del riarmo, il 1º giugno 1935 venne nominato Colonnello. Nello stesso anno divenne comandante del 102º reggimento di fanteria, venendo promosso dal 1º gennaio 1939 al grado di Maggiore Generale.
All'inizio della seconda guerra mondiale fu inserito nel personale del XXXIII. Corpo d'armata e dal 1º febbraio 1940 per poi passare alla 19ª divisione di fanteria come comandante, con la quale guidò la campagna occidentale. Passato dal 1940 alla direzione del 19. Panzerdivision, dal 1941 fu in Unione Sovietica. Il 6 gennaio 1942 dovette rinunciare alla propria posizione di comando a capo della 19. Panzerdivision a causa di una grave malattia. Dopo il suo recupero, il 1º maggio 1942 passò al X Corpo d'Armata e dal 1º giugno di quell'anno fu comandante generale del II corpo d'armata. Il 31 agosto 1942 venne promosso al grado di General der Panzertruppe. Il 10 ottobre 1942 divenne comandante del XXIV Panzer Corps e dal 1º dicembre di quell'anno passò al 48. Panzer Corps, che lo portò a combattere nella battaglia di Tschir e poi nel luglio del 1943 nella battaglia di Kursk.
Nell'autunno del 1943 sostenne pesanti scontri nell'area di Bjelgorod, ottenendo le fronde di quercia per l'Ordine della Croce di Ferro già ottenuto in precedenza. Il 9 ottobre 1943 lo troviamo ancora gravemente malato ma questa volta posto in riserva nell'oberkommando dell'esercito. Il 1º febbraio 1944 venne riattivato come generale del XXXX. Panzer Corps presso Nicopoli. Il 6 settembre 1944 venne nominato comandante del 1° esercito occidentale e combatté la battaglia di Metz in Francia.
Il 30 novembre 1944 venne trasferito nuovamente in riserva. Rimasto senza comando venne catturato dagli americani il 21 aprile 1945 per poi essere rilasciato nel dicembre del 1947.